# Lillehammer
Lillehammer (pronunție în norvegiană [ˈlɪl̥əhɔmɔr]) este un oraș din fylke (provincia) Innlandet în Norvegia.
La Lillehammer au avut loc Jocurile Olimpice de Iarnă din anul 1994 și Jocurile Olimpice de Tineret 2016. În anul 2004 orașul a găzduit competiția muzicală Junior Eurovision Song Contest (JESC).

## Personalități născute aici
- Anne Stine Ingstad (1918 - 19970, arheologă.